# Bibirești
Bibirești – wieś w Rumunii, w okręgu Bacău, w gminie Ungureni. W 2011 roku liczyła 935 mieszkańców.